# Personligt (album av Samuelsons)
Personligt utkom 1976 och är ett musikalbum av den kristna gruppen Samuelsons. 

## Låtlista

### Sida 1
1. Jesus jag vill tacka dig
2. Han fanns alltid där
3. Let Me be There
4. Jesus är stor
5. Nu ser jag himlen

### Sida 2
1. Du kom till mig (Original: If You Love Me Let Me Know)
2. Någonstans bland alla skuggorna står Jesus
3. Ja, jag tror
4. För mig åter till Golgata
5. En frihetssång